# Fin de semana (programa de televisión)
Fin de semana fue un programa de Telecorporación Salvadoreña, que se transmitía a través de Canal 2. Tuvo dos temporadas y varios ciclos: el primero se transmitió por Canal 4, y abarca del 5 de junio de 1976, El programa finalizó su transmisión el 26 de diciembre de 2009 con 33 años al aire, por lo que se convirtió en el programa de más larga trayectoria de la televisión salvadoreña.

## Historia
El programa nació 33 años atrás, cuando el presentador de origen guatemalteco Willie Maldonado hace un convenio con  Don Boris Eserski, presidente y fundador de Telecorporación Salvadoreña, para iniciar a partir del 5 de junio de 1976 la transmisión de un show a través de Canal 2 . Sopesados los aspectos de producción y transmisión, se bautiza con el nombre "Fin de Semana".
El primer ciclo de este programa, terminó el 29 de julio de 1978, cuando Maldonado se vio en la obligación de retirarse de la pantalla chica, debido a un fuerte estrés. Partió rumbo a Miami, y siguiendo el consejo médico, redujo su nivel de actividades.
El 11 de diciembre de 1986, se reúne nuevamente con Don Boris Eserski y se acuerda la fecha del nuevo lanzamiento: 21 de marzo de 1987.
La producción era de 120 minutos (de 1 a 3 p. m.), pero la solicitud de participación de anunciantes fue tan numerosa, que a las pocas semanas, se extendió a las clásicas 3 horas.
Los primeros colaboradores fueron:
- Modelos: Lourdes Castillo y Lucy Palma
- Director-Realizador: Carlos Humberto Flores
- Locutor y coordinador: Edgardo Quijano
- Técnico de audio: Oscar Luna.

Fin de Semana entra en el mundo del Internet -gracias al diseño de Carlos Maldonado Rubio- el 3 de abril de 1998, convirtiéndose en el primer programa de televisión en El Salvador, en contar con este medio virtual de comunicación.[cita requerida]
El 9 de septiembre de 2006, se cumplieron 1,000 programas en la etapa de Canal 4 y días después, se anunció la resolución corporativa de que FdeS "regresara a su casa”.  Así, el 30 de septiembre se transmitió por última vez el show en Canal 4, para iniciar el 7 de octubre de 2006 en Canal 2 (el mismo Canal y el mismo Foro donde todo había comenzado, 30 años atrás).
La Temporada II se cerró el 26 de diciembre de 2009, en una emotiva despedida, donde se tuvieron videos del recuerdo, la visita de las exmodelos Paty López, Lourdes Castillo, Cecilia Rivas, Rocío Menjívar, Clelia Velasco, Sonia Llort, saludos por internet y vía teléfono de Annelisse Cuéllar, J.C. Molina, Haydeé Vaquerano, saludos en video de Florence Zelaya, Alexandra Martínez, Héctor Rodas, Chavelín, Cabalín, la presencia de Sergio Rivera, el grupo Prueba de Sonido, el Dr. Hjalmar Laguardia del Hospital Bautista, así como el saludo del Vicepresidente de Operaciones de TCS, Don Ronald Calvo, quien dio a conocer que Willie volvería a la pantalla en 2010, como anfitrión local de la franquicia internacional "¿Quién quiere ser millonario?".